# Wydział Filozoficzny Uniwersytetu Komeńskiego w Bratysławie
Wydział Filozoficzny Uniwersytetu Komeńskiego w Bratysławie (słow. Filozofická fakulta Univerzity Komenského v Bratislave) – wydział nauk humanistycznych i społecznych Uniwersytetu Komeńskiego z siedzibą w Bratysławie. Funkcjonuje od 1921 roku.
W 2019 roku dziekanem wydziału został Marián Zouhar.